# سیلویو لونگوبوکو
سیلویو لونگوبوکو (انگلیسی: Silvio Longobucco؛ زادهٔ ۵ ژوئن ۱۹۵۱ – ۲ آوریل ۲۰۲۲) یک بازیکن فوتبال اهل ایتالیا بود.